# Публичное обещание награды
Публичное обещание награды — гражданско-правовое обязательство, при котором лицо, публично объявившее о выплате вознаграждения за совершение оговоренного правомерного действия (например, находка пропавшей вещи, сообщение сведений), обязано выплатить указанное вознаграждение любому, кто совершил данное действие в предусмотренный при объявлении о награде срок. В России публичное обещание награды предусмотрено главой 56 Гражданского кодекса.
Обязательство выплатить вознаграждение возникает при условии, что публичное обещание позволяет однозначно установить, кем оно было обещано. Размер вознаграждения при этом определяется обещавшим лицом единолично, а если точный размер не указан (в России распространена формула «вознаграждение гарантируется», не называющая конкретной суммы), то по согласованию сторон. Споры могут разрешаться судом. Лицо, объявившее публично о выплате награды, вправе в такой же форме отказаться от данного обещания, кроме случаев, когда в самом объявлении предусмотрена или из него вытекает недопустимость отказа или дан определенный срок для совершения действия, за которое обещана награда, либо к моменту объявления об отказе одно или несколько отозвавшихся лиц уже выполнили указанное в объявлении действие. Отказ от обязательства также не освобождает от обязанности оплатить издержки, понесённые отозвавшимся лицом при совершении указанных действий, в пределах указанной суммы вознаграждения.